# Città del Venezuela
Lista di città del Venezuela:
| #  | Città                | Popolazione | Anno cens. | Stato federato     | Comune                |
| -- | -------------------- | ----------- | ---------- | ------------------ | --------------------- |
| 1  | Caracas              | 1.945.901   | 2017       | Distretto Capitale |                       |
| 2  | Maracaibo            | 1.200.000   | 2013       | Zulia              | Maracaibo             |
| 3  | Maracay              | 955.362     | 2011       | Aragua             | Girardot              |
| 4  | Barquisimeto         | 930.000     | 2016       | Lara               | Iribarren, Palavecino |
| 5  | Valencia             | 832.409     | 2010       | Carabobo           | Valencia              |
| 6  | San Cristóbal        | 743.924     | 2011       | Táchira            | San Cristóbal         |
| 7  | Ciudad Guayana       | 706.736     | 2001       | Bolívar            | Caroní                |
| 8  | Barcelona            | 620.555     | 2010       | Anzoátegui         | Simón Bolívar         |
| 9  | Ciudad Bolívar       | 567.953     | 2018       | Bolívar            | Heres                 |
| 10 | Santa Teresa del Tuy | 525.321     | 2011       | Miranda            | Independencia         |
| 11 | Maturín              | 472.909     | 2013       | Monagas            | Maturín               |
| 12 | Cumaná               | 423.546     | 2016       | Sucre              | Sucre                 |
| 13 | Petare               | 369.000     | 2006       | Miranda            | Sucre                 |
| 14 | Barinas              | 353.442     | 2011       | Barinas            | Barinas               |
| 15 | Turmero              | 254.880     | 2013       | Aragua             | Santiago Mariño       |
| 16 | Los Teques           | 251.200     | 2018       | Miranda            | Guaicaipuro           |
| 17 | Punto Fijo           | 287.558     | 2012       | Falcón             | Carirubana            |
| 18 | La Guaira            | 203.520     | 2018       | Vargas             | Vargas                |
| 19 | Mérida               | 199.878     | 2011       | Mérida             | Libertador            |
| 20 | El Vigía             | 155.843     | 2013       | Mérida             | Alberto Adriani       |